# KF Erzeni
KF Erzeni är en albansk fotbollsklubb från Shijak i Albanien, grundad 1931.

## Färger
KF Erzeni spelar i blå trikåer, bortastället är vit.
| KF ERZENI | KF ERZENI |

## Placering senaste säsonger
| Säsong    | Nivå | Liga                     | Placering | Referens | Notering                            |
| --------- | ---- | ------------------------ | --------- | -------- | ----------------------------------- |
| 2019/2020 | 2    | Kategoria e Parë (A gr.) | 4         | [ 1 ]    |                                     |
| 2020/2021 | 2    | Kategoria e Parë (A gr.) | 6         | [ 2 ]    |                                     |
| 2021/2022 | 2    | Kategoria e Parë         | 2         | [ 1 ]    | Uppflyttad till Kategoria Superiore |
| 2022/2023 | 1    | Kategoria Superiore      | 8         | [ 3 ]    |                                     |

## Tränare
- Agim Murati
- Saimir Dauti (2000–2001)
- Tiziano Gori (2001)
- Xhokhi Puka (2001–2002)
- Derviš Hadžiosmanović (2002)
- Petrit Haxhia (2003)
- Derviš Hadžiosmanović (2004–2005)
- Stavri Nica (2015)
- Dorjan Bubeqi (2016—2018)[4][5]
- Nevil Dede (2018)[6][7][8]
- Gentian Stojku (2018—2019)
- Gentian Begeja (2019)
- Vladimir Gjoni (2019)[9]
- Nevil Dede (2021—2022)[10]
- Xhevair Kapllani (2022— )